# Walfänger
Der Begriff Walfänger bezeichnet neben den Walfang ausübenden Personen vor allem die zugehörigen Schiffe.

## Geschichte

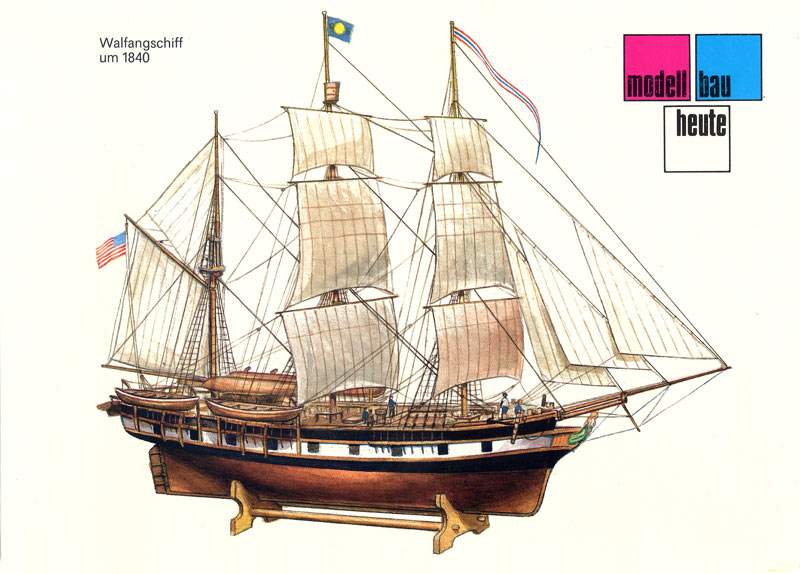
Amerikanischer Segelwalfänger, um 1840

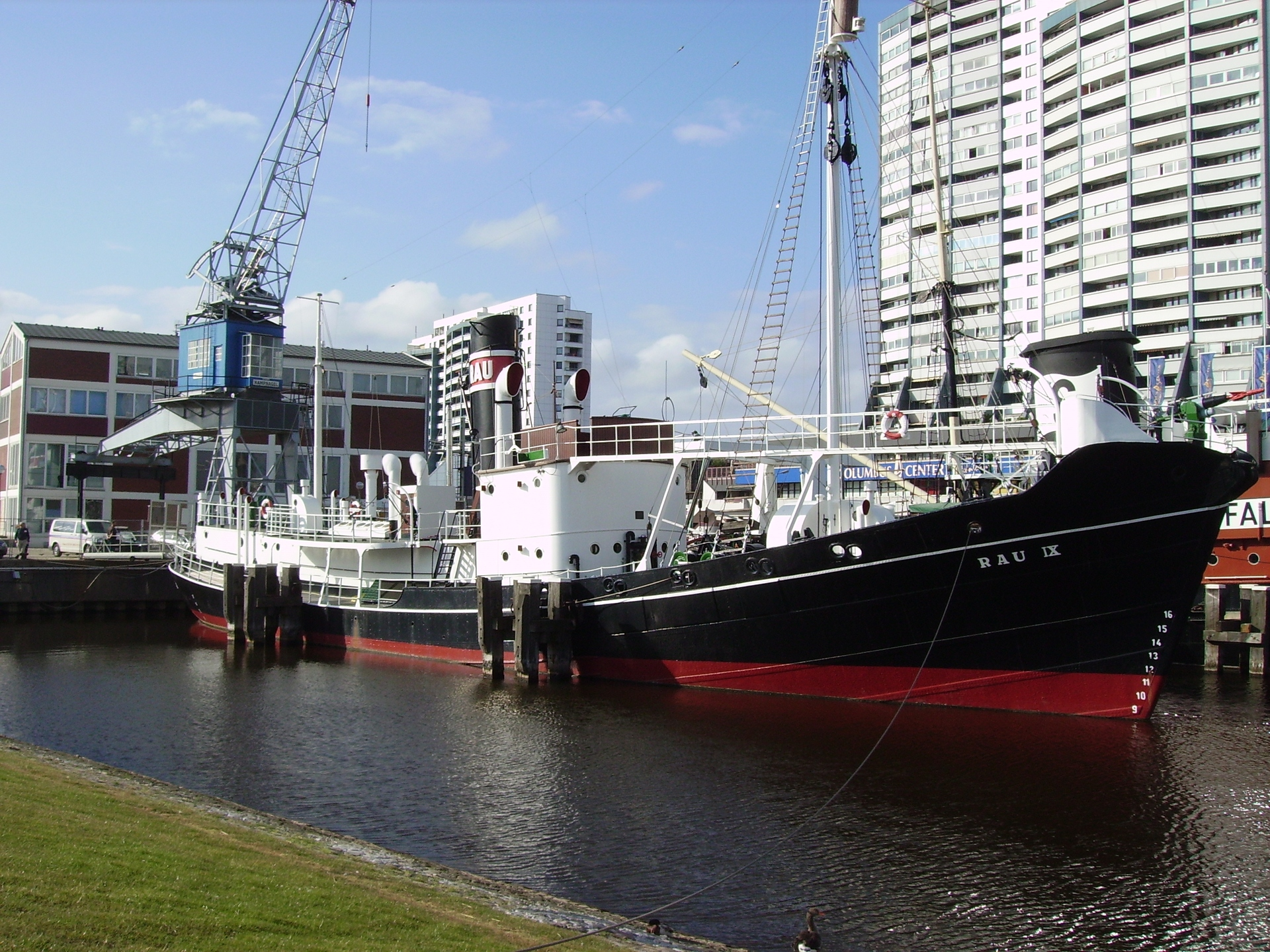
Walfangschiff Rau IX im Museumshafen von Bremerhaven. Das Schiff gehört zum Deutschen Schifffahrtsmuseum.

Anfängliche Walfänger waren noch in kleinen Ruder- oder Segelbooten, auch Walfangboot oder Walfangschaluppe genannt, unterwegs. Ein Zentrum des Baus größerer Walfangschiffe war New Bedford. Hier wurden im 19. Jahrhundert die klassischen hölzernen Walfänger mit Beibooten gebaut wie z. B. die als Vollschiff getakelte Charles W. Morgan.
Um 1840 gab es ca. 700 bis 900 solcher Schiffe, die in guten Jahren etwa 10.000 Wale erlegten. Auf einem durchschnittlichen amerikanischen Walfänger im 19. Jahrhundert fuhren etwa 20 bis 30 Mann. Die Schiffe führten einschließlich Reserven bis zu sechs Boote mit sich. Üblicherweise wurden bei der Jagd drei bis vier Boote gleichzeitig eingesetzt, die mit je sechs Seeleuten bemannt waren. Als Schiffswache wurden bei der Jagd nur ein bis zwei Mann zurückgelassen. Auch Schiffskoch oder Schiffszimmermann mussten zur Jagd in die Boote steigen und rudern. Der Speck der erbeuteten Wale wurde bereits auf dem Schiff zu Tran verkocht und in Fässer abgefüllt. Eine normale Fangreise dauerte etwa zwei bis vier Jahre je nach Ertrag und Haltbarkeit der Vorräte.
Als sich das Zentrum des Walfangs vom Atlantik in den Nordpazifik verlagerte, wurden die Schiffe noch größer. 1873 ging der erste dampfgetriebene Walfänger in Dienst. Bedeutend für die Entwicklung waren vor allem die Erfindung der Harpunenkanonen 1864 durch den Norweger Svend Foyn, die es ermöglichte, auch die schnelleren Blauwale und Finnwale zu jagen, und die Erfindung der Granatharpune im Jahr 1868, welche die Reichweite und Durchschlagskraft der Harpunen steigerte. Mit der Vervollkommnung der Schiffsmaschinentechnik entstand das maschinengetriebene 30 bis 60 Meter lange Walfangboot. Seit dem Beginn des 20. Jahrhunderts gehört auch eine kleine Geschützplattform am Bug des Schiffes zur Grundausstattung.
Die Industrialisierung des Walfangs ermöglichte es auch, den gefangenen Wal bereits auf See zu verarbeiten. Daher gehören zu modernen Walfangflotten auch Fabrikschiffe, welche gefangene Wale ausnehmen und alle wirtschaftlich interessanten Bestandteile verarbeiten bzw. einlagern und konservieren. Im Zuge der Autarkiepolitik des 3. Reichs („Fettlücke“) wurde in Deutschland eine Flotte solcher kombinierten Fabrik- und Tankschiffe zur Versorgung mit Öl und Fett aufgebaut.
Im Internationalen Maritimen Museum Hamburg kann ein Nachbau der von Arved Fuchs gesegelten James Caird II, besichtigt werden, die ursprünglich als Walfangboot gebaut wurde. Im Deutschen Schifffahrtsmuseum in Bremerhaven liegt der 1939 gebaute Walfangdampfer Rau IX der Walter-Rau-Walfangflotte. Das Walfangschiff Southern Actor liegt im norwegischen Sandefjord als Museumsschiff des dortigen Walfangmuseums und ist noch als Museumsschiff in Fahrt. In Mystic Seaport liegt der letzte erhaltene hölzerne Walfänger, die Charles W. Morgan von 1841.

## Sonstiges
Es gibt auf der Insel Spitzbergen rund 600 bekannte Gräber von Walfängern. Im Permafrostboden blieben die Särge, die Bestatteten und ihre Kleidung gut erhalten. 
Durch die globale Erwärmung, die in der Arktis überdurchschnittlich stark ist, drohen sie in kurzer Zeit komplett zu verwesen.